# Jobst Hermann von Ilten
Jobst Hermann von Ilten (* 1. September 1649 in Gestorf; † 27. Juni 1730 in Hannover) war ein kurfürstlich-hannoverscher Offizier, Staatsminister und Diplomat.
Als Korrespondent mit Gottfried Wilhelm Leibniz wurde von Iltens Schriftverkehr mit dem Universalgelehrten Teil des Weltdokumentenerbes der UNESCO.

## Leben

### Familie
Jobst Hermann von Ilten entstammte einer niedersächsischen uradligen Familie, die in Gestorf bei Hannover erbgesessen war. Er wurde am 1. September 1649 auf dem von Iltenschen Stammsitz in Gestorf als Sohn des Johann Georg von Ilten (1609–1674) und dessen zweiter Ehefrau Anna Margarethe Bock von Wülfingen (1623–1699) geboren.
Er heiratete am 23. November 1682 Hedwig Louise beziehungsweise Hedwig Lucia Grote (1649–1727) in Wedesbüttel. Der Ehe entstammten drei Söhne und zwei Töchter:
1. Ernst August (1683–1740), Kurbraunschweiger Hofrichter und Calenberger Landrat[4]
2. Thomas Eberhard von Ilten (1685–1757), Geheimer Kriegsrat, General Kriegs Commissar und Landdrost zu Osterode[4]
3. Eleonore Lucia[4] oder Eleonore Lucie von Ilten (* 4. Juli 1686; † 5. April 1757)[2] ⚭ 1712 Graf Georg Christoph von Schlieben (1676–1748) auf Sauditten und Gerdauen;[4] das Paar wurde Eltern von Eleonore von Schlieben[2]
4. Johann Georg (1688–1749), Kurbraunschweiger Generalleutnant;[4] ⚭ Anna Eleonore Catharina von Wangenheim (1731–1786)[2]
5. Emilie (* 1692)[2] beziehungsweise Dorothea Emilie (gestorben 1732), Konventualin im Kloster Marienwerder[4]

### Werdegang
Jobst Hermann trat in den militärischen Dienst seines Landesherrn und avancierte schnell bis zum Rang eines Generalleutnants. Er wurde zusätzlich Präsident der Kriegskanzlei und damit der Funktion nach Kriegsminister, zunächst ohne Ministertitel. Später wurde ihm dann der Titel eines Staatsministers und eines Wirklichen Geheimrates verliehen. Da sein Landesherr Kurfürst Georg I. wegen seiner gleichzeitigen Stellung als König von England meistens im Ausland war, war er oft auf sich gestellt und konnte mehr oder weniger frei schalten und walten. Da Georg I. besonderen Wert auf gutnachbarliche Beziehungen zu Preußen legte – Friedrich Wilhelm I. war mit einer hannoveranischen Prinzessin verheiratet –, wurde Jobst Hermann auch als Diplomat verwendet und als Gesandter nach Berlin und auch nach Dresden geschickt.
Von Ilten war Besitzer von Haus 265 in der Calenberger Neustadt. Dort fesselten ihn 1730 plötzlich starke Magenschmerzen ans Haus. Kurz vor seinem Tode machte er ein neues Testament und entschlief schließlich sanft im Beisein seiner Kinder. Er wurde in der von ihm angelegten Familiengruft auf dem Chor nahe der Kanzel in der Neustädter Hof- und Stadtkirche St. Johannis beigesetzt neben seiner wenige Jahre zuvor verstorbenen Ehefrau.